# Dolichopsis
Dolichopsis es un género de plantas con flores con tres especies perteneciente a la familia Fabaceae.

## Especies
- Dolichopsis monticola
- Dolichopsis paraguariensis
- Dolichopsis scortechinii